# Niederrheinischer Altertumsverein
Der Niederrheinische Altertumsverein Xanten e. V. (NAVX) ist ein 1877 gegründeter lokalhistorischer Verein in Xanten. Er initiierte die archäologische Grabungstätigkeit in der Colonia Ulpia Traiana und führte selbst Grabungen durch, bis diese Aufgabe durch das Preußische Ausgrabungsgesetz ab 1920/21 in die Verantwortung des Rheinischen Provinzialmuseums überging. Der Verein hat außerdem eine umfangreiche Sammlungs- und Ausstellungsgeschichte.

## Regionaler und historischer Kontext

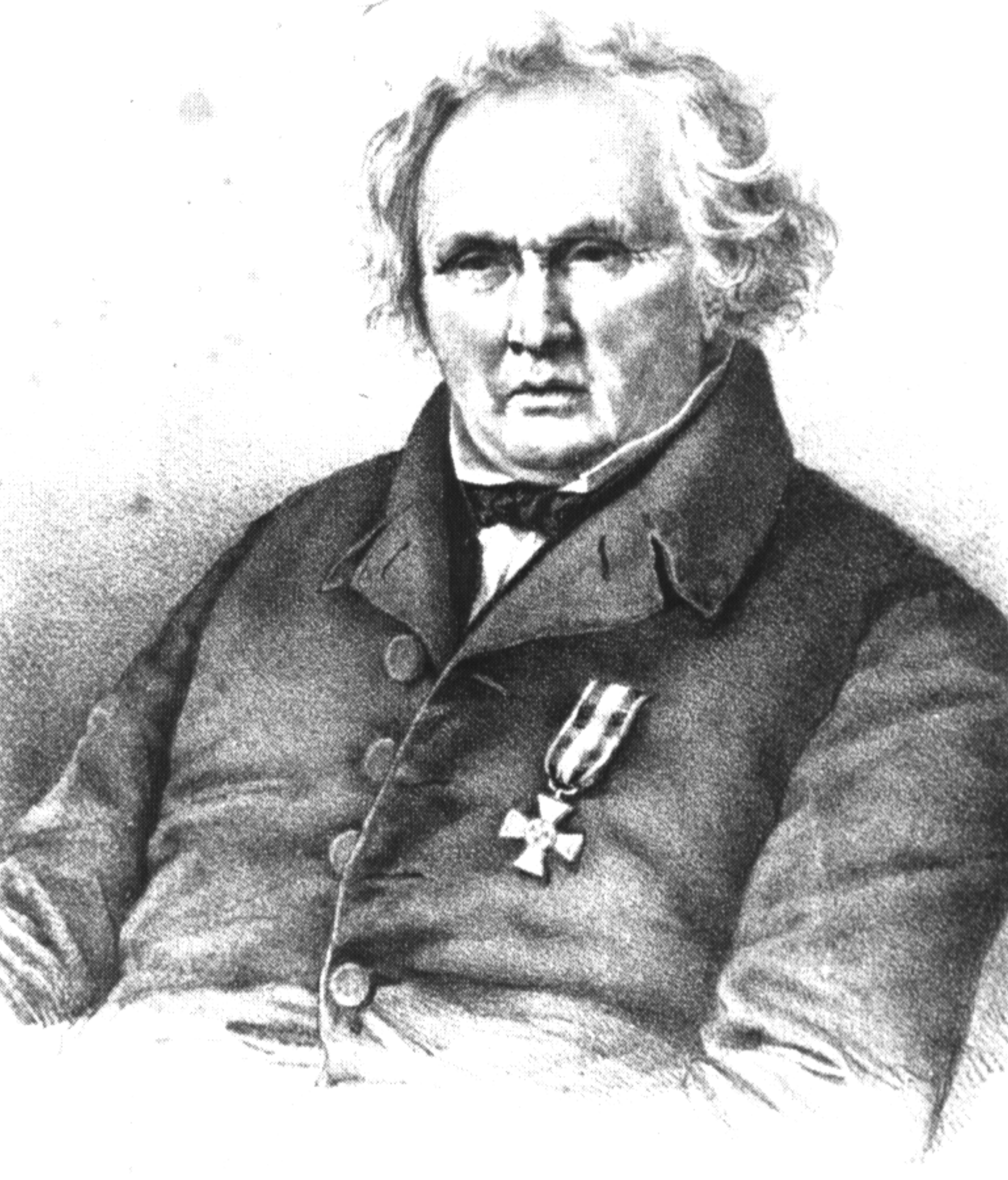
Philipp Houben (1767–1855)

Auf dem Xantener Stadtgebiet befand sich eine von nur drei römischen Coloniae auf deutschem Gebiet (neben Köln und Trier) – die Colonia Ulpia Traiana, die jedoch anders als in jenen Städten überwiegend nicht überbaut war und ist. Hier gab es bereits früher im 19. Jahrhundert Grabungen, etwa durchgeführt durch den Notar Philipp Houben, dessen umfangreiche Sammlung jedoch nach seinem Tod durch Verkäufe und Diebstahl europaweit zerstreut wurde.
Anders als in vielen anderen deutschen Regionen entstanden im Rheinland erst ab Mitte des 19. Jahrhunderts in zunehmendem Maße Geschichtsvereine, was möglicherweise auf die vorhandene Konkurrenz von örtlichen Bauvereinen (etwa dem Karlsverein in Aachen, dem Kölner oder Xantener Dombauverein) zurückzuführen ist, wie der Historiker Georg Kunz als Hypothese vorschlägt.

## Geschichte

### Gründung und erste Aktivitäten

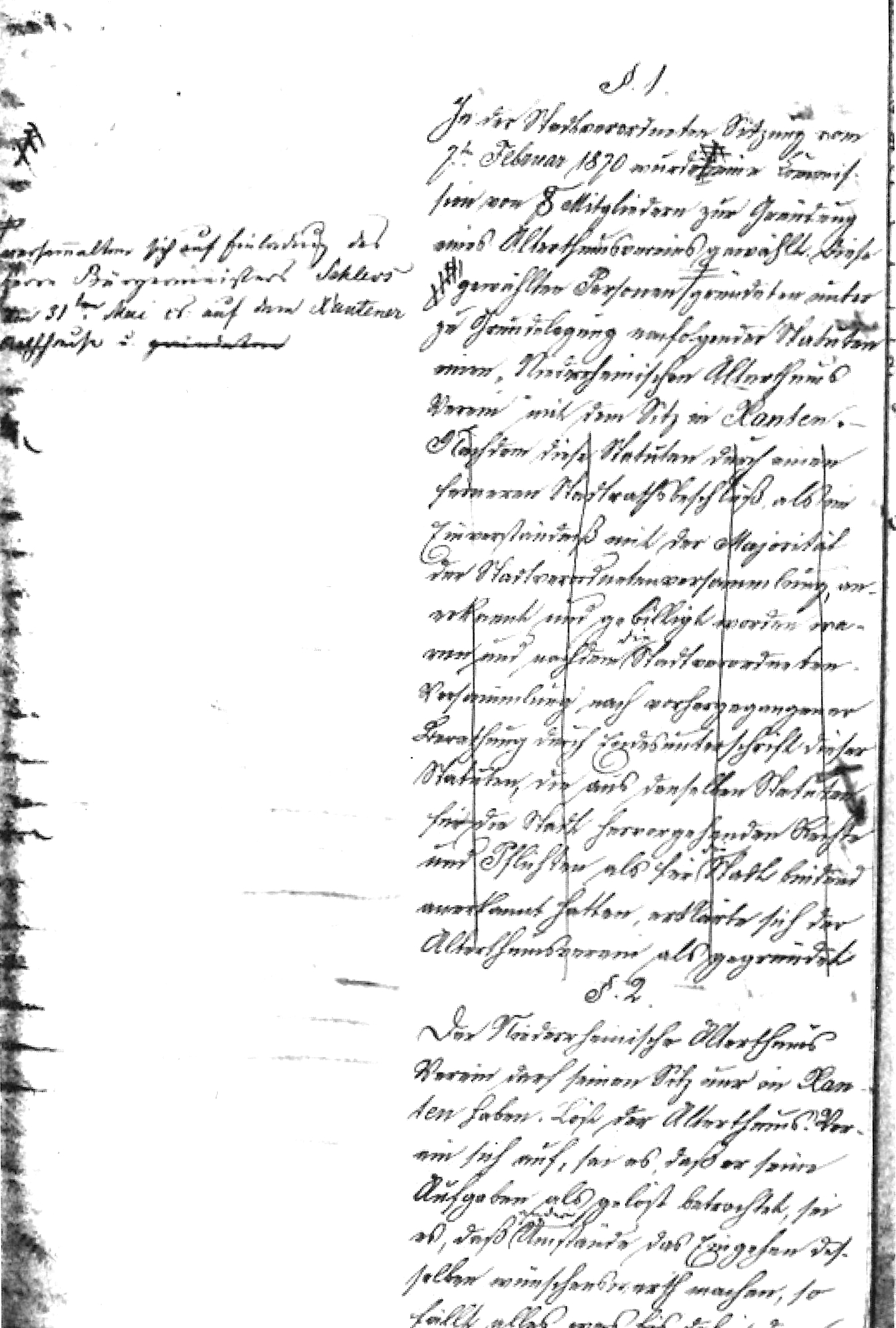
Entwurf der Vereinsstatuten vom 31. Mai 1870, aufbewahrt im Stadtarchiv Xanten (Abteilung B, Karton 311).

Offiziell wurde der Niederrheinische Altertumsverein am 28. Mai 1877 gegründet, allerdings gibt es einen handschriftlichen Entwurf der Satzung, der schon vom 31. Mai 1870 datiert, was darauf hinweist, dass der Verein schon vor der offiziellen Gründung aktiv war. Laut Satzung wollte sich der Verein um Sammlung, Ausgrabung, wissenschaftliche Forschung sowie Aufbewahrung in einem zu gründenden Museum bemühen, um die Denkmäler der Nachwelt zu erhalten und sie vor Vandalismus zu schützen. Mitglieder des Vereins waren hochrangige Bürger der Stadt aus allen Konfessionen – protestantische Grundbesitzer, Mitglieder des katholischen Klerus wie die Geistlichen Johannes Brockelmann und Jacob Freudenhammer sowie die jüdischen Kaufleute Adolph und Moses Oster. Der Verein begann mit 62 Mitgliedern und traf sich in den Räumen der Gaststätte Niederrheinischer Hof in Xanten. Man kaufte in großem Umfang Objekte wie Urnen, Opferschalen oder Lampen auf und ließ sich aus Berlin Gipsabdrücke von bedeutenderen Funden aus dem Raum Xanten anfertigen, darunter war der so genannte Xantener Knabe. Eine private Gemmensammlung erhielt der Altertumsverein von einem Mitglied der Familie von Haeften.

### Ausgrabungstätigkeit und Sammlung

Umzug der Sammlung ins Klever Tor (1908)

Maßgeblich für die wissenschaftlichen Erkenntnisse über die Römerzeit in Xanten war die Ausgrabungstätigkeit des Vereins, die durch die Provinzialverwaltung finanziell unterstützt und wissenschaftlich begleitet wurde. So entdeckte ein Mitglied (Mölders) 1879 die Thermenanlagen. 1883 wurde eine Münze mit dem Abbild von Kaiser Nero ausgegraben, und der Vorsitzende Josef Steiner (1881–1914) selbst entdeckte 1891 das Amphitheater der Colonia Ulpia Traiana. Als Vorgehensweise nutzte man zum Beispiel einen Eisenstock, mit dem man das Erdreich sondierte.
Die Mitgliederzahl sank zwar im Laufe der Zeit, bis 1883 hatte der Verein jedoch rund 3200 antike Objekte angesammelt. Der Archäologe Paul Steiner, Sohn von Josef Steiner, katalogisierte und publizierte 1911 die Sammlung.
Dem Verein standen zu keinem Zeitpunkt ausreichende Gelder zur Verfügung, um ein eigenes Museum zu finanzieren. Zunächst war die Sammlung im Gartenhaus des Hotels Schwerdt am Xantener Westwall, dann ab 1883 in zwei Räumen im Obergeschoss des Rathauses untergebracht, bevor sie 1908 in einem prunkvollen Umzug in das Klever Tor verlegt wurde, einen unter restauratorischen Gesichtspunkten nicht sehr geeigneten Standort. 1935 zogen die Exponate noch einmal ins Rathaus am kleinen Markt um (nachdem der Sitz der Stadtverwaltung verlegt worden war).

### Ende der Ausgrabungen, neue Schwerpunkte
Durch das Preußische Ausgrabungsgesetz von 1914, das de facto erst 1920 durch Ausführungsbestimmungen zum Tragen kam, musste sich der Verein einen neuen Schwerpunkt suchen. Dies geschah einerseits durch Mitgliedschaft im Verkehrsverein, andererseits auch durch einen zusätzlichen Fokus auf die nachrömische Geschichte Xantens. An einer Publikation zum 700-jährigen Stadtjubiläum beteiligten sich mehrere Vorstandsmitglieder des NAVX mit eigenen Beiträgen.
In der ersten Mitgliederversammlung nach der durch den Ersten Weltkrieg unterbrochenen Vereinstätigkeit wurde Matthias Basqué zum Vorsitzenden gewählt, der 35 Jahre, bis zu seinem Tod 1955 in diesem Amt verblieb.

### Zeit des Nationalsozialismus und Zweiter Weltkrieg
Für die Zeit des Nationalsozialismus sind laut Jürgen Rosen (der als späterer Vorsitzender die Vereinsgeschichte zusammengetragen hat) Versuche der Stadt belegt, den städtischen Einfluss auf den NAVX zu erhöhen, unter anderem die Sammlung des Vereins unter städtische Verwaltung zu bringen. In den ersten Jahren nach 1933 sei der Verein verstärkt in die Heimatpflege-Aktivitäten der Stadt einbezogen worden. Der nationalsozialistische Bürgermeister Friedrich Karl Schöneborn wurde Beisitzender im Vorstand. Laut einer Aussage Matthias Basqués im Jahr 1950 entschied sich die Mitgliederversammlung 1938 jedoch für einen Verbleib der Sammlung in Vereinsbesitz – woraufhin dieser als „ausgesprochener Gegner des Systems“ gegolten habe. Der Schriftführer des Vereins wurde im Entnazifizierungsverfahren nach dem Krieg als belastet eingestuft, woraufhin Basqué sich für ihn einsetzte.
Anfang 1940 wurde die Sammlung an verschiedenen Plätzen inner- und außerhalb der Stadt vor möglichen Kriegsschäden in Sicherheit gebracht. Das bis dahin immer noch als Ausstellungsfläche dienende Rathaus wurde im Februar 1945 bei Luftangriffen der Alliierten vollständig zerstört. Basqué organisierte ab 1945 die Rückführung der Gegenstände; die Neuordnung dauerte mehrere Jahre. Nach der Wiedergründungsversammlung 1950 mit 47 Mitgliedern bemühte der Verein sich um neue Museumsräume, was zunächst nicht gelang, die Sammlung zog erneut ins Klever Tor. Die weiteren Nachkriegsaktivitäten konzentrierten sich vor allem auf die Organisation von Vorträgen, Exkursionen und Führungen sowie einigen Publikationen.

### Gründung des Regionalmuseums, Gegenwart
Mit der Gründung des Regionalmuseums Xanten (RMX) 1974 erhielt die Sammlung des Altertumsvereins, zusammen mit Beständen der Domgemeinde St. Viktor schließlich ein eigens für ihre Zwecke geplantes Museum. Dieses blieb bis zur Gründung des LVR-RömerMuseums 2008 die Heimat der NAVX-Sammlung. Viele der Grabungsfunde und Sammlungsstücke des Vereins werden inzwischen als Exponate in dem ins LVR-Archäologischer Park Xanten integrierte Museum gezeigt.
In der Satzung von 2017 stellt sich der Verein die drei Aufgaben Forschung, Sammlung und Vermittlung im Umfeld Xantener Geschichte, dazu die Unterstützung der lokalen Museen und Durchführung von Exkursionen.